# Sixto Cámara
Sixto Cámara (Aldeanueva de Ebro, 1824-Olivenza, 1859) fue un político, periodista y socialista utópico español.

## Biografía
Sixto Cámara habría nacido en 1824 en la localidad riojana de Aldeanueva de Ebro.
Afiliado al partido republicano desde su juventud, tomó parte en la redacción de diferentes periódicos y revistas de Madrid; exiliado en Francia, desde 1846 defendió las ideas de Charles Fourier, y en 1849 creó en Madrid La Reforma Económica, periódico destinado a propagar las doctrinas del socialismo utópico.
Fundó, junto con Fernando Garrido, Ferreras y Aguilar, la sociedad «Los hijos del pueblo», que durante la Década Moderada tenía preparados planes para la rebelión, sobre todo en Zaragoza, según Iris M. Zavala. En 1851 fundó con Leandro Rubio, Antonio Ignacio Cervera y Francisco Javier Moya Fernández La Tribuna del Pueblo, órgano de las ideas democráticas. En 1854 figuró en la oposición más avanzada y fundó La Soberanía Nacional (más tarde llamado La Soberanía), que defendía las ideas del Partido Demócrata, y estuvo preso. Luchó en 1856 y al ser sometida la Milicia Nacional de Madrid por las tropas del general Concha, Cámara hubo de huir a Andalucía y posteriormente a Lisboa.
En Portugal permaneció activo y los demócratas constituyeron una Junta Nacional Revolucionaria, que dirigió Cámara desde Lisboa; en abril de 1857 apareció en Zaragoza un Manifiesto al pueblo español firmado por Cámara, quien organizaría la Legión Ibérica en 1859; ese mismo año regresó a España y, estando en Olivenza, fue delatado como conspirador y se vio precisado a volver a Portugal, pero el calor y la sed le causaron la muerte antes de alcanzar la frontera.
Sixto Cámara escribió varios opúsculos, entre ellos La cuestión social (una refutación de la obra de Thiers), Guía de la juventud (una publicación dedicada a la instrucción de la infancia), Espíritu moderno (sobre la política de su tiempo) y La Propiedad. Defendía el iberismo, es decir la unión de España y Portugal en una sola identidad política.